# Betty Bowers
Betty Bowers ist der Name einer von Paul A. Bradley erfundenen fiktionalen reichen und rechtsgerichteten evangelikalen Südstaatlerin auf der ehemaligen Website BettyBowers.com, auf Youtube und Facebook und in verschiedenen Büchern, Videos und Webauftritten. Betty Bowers wird derzeit von der Kabarettistin und Sprecherin Deven Green verkörpert.

## Hintergrund
Betty Bowers ist „Amerikas Beste Christin“ und eine ehemalige Immobilienmaklerin. Mit B.I.T.C.H. (Bringing Integrity To Christian Homemakers) und B.A.S.H. (Baptists Are Saving Homosexuals) betreibt sie verschiedene private Missionsgesellschaften. Sie gehört der ebenfalls fiktiven Landover Baptist Church an, „Gottes bevorzugter Kirche“. Die Parodie bezieht sich auf die Positionierung der Southern Baptist Convention im Umfeld des Amerikanischen Bürgerkriegs wie weit danach.
Autor der Inhalte wie Erfinder der Person ist der offen schwule Autor Paul A. Bradley, der Betty unter anderem in Büchern wie What Would Betty Do? (Simon & Schuster 2002), The White House Employee Handbook (Penguin 2004) und Welcome to Jesusland! (formerly the United States of America) (Time Warner 2006) auftreten ließ.
Der Nachname geht auf Bowers vs. Hardwick, eine Entscheidung des United States Supreme Court aus dem Jahr 1986 zu einem Sodomiegesetz in Georgia, zurück.
Tara McPherson, Professorin an der USC School of Cinematic Arts sieht Betty als Beitrag zu den langjährigen Auseinandersetzungen um das Bild des amerikanischen Südens.

## Stil
Bowers kommentiert verschiedene Themen aus Politik und Zeitgeschichte im Stile einer unbelehrbar bigotten rechtsgerichteten Fanatikerin. Die Texte im Briefstil werden immer mit einer Abwandlung der Schlussformel So close to Jesus (Jesus so nah, dass...) und einem typischen Nachsatz geschlossen. Beispiele für diese Schlussformeln sind unter anderem Jesus so nah, ich bitte ihn weniger Knoblauch zu essen oder Jesus so nah, er nimmt mein Geburtsdatum, wenn er Lottoscheine ausfüllt sowie Jesus so nah, er lässt Tote auferstehen, nur um mir das letzte Wort zu überlassen.
In einem Video versucht sie, zu beweisen, dass Amerika als eine christliche Nation gegründet wurde, wird aber mit Zitaten George Washingtons, John Adams und Thomas Jeffersons konfrontiert, die der Bibel widersprechen, und meint schließlich, Amerika sei nicht immer christlich gewesen, genau wie Frankreich nicht immer islamisch gewesen sei, sei aber dafür jetzt eine christliche Nation.